# Alexandr Jan z Thurn-Taxisu
Alexandr Jan kníže z Thurn-Taxisu (celým jménem Alexandr Jan Vincenc Rudolf Hugo Karel Lamoral Eligius z Thurn-Taxisu, 1. prosince 1851 Loučeň – 21. července 1939 Loučeň) byl šlechtic z české linie starobylého rodu Thurn-Taxisů. Podporoval české umělce, např. Bedřicha Smetanu, Elišku Krásnohorskou či Rainera Mariu Rilkeho a další.

## Život a činnost

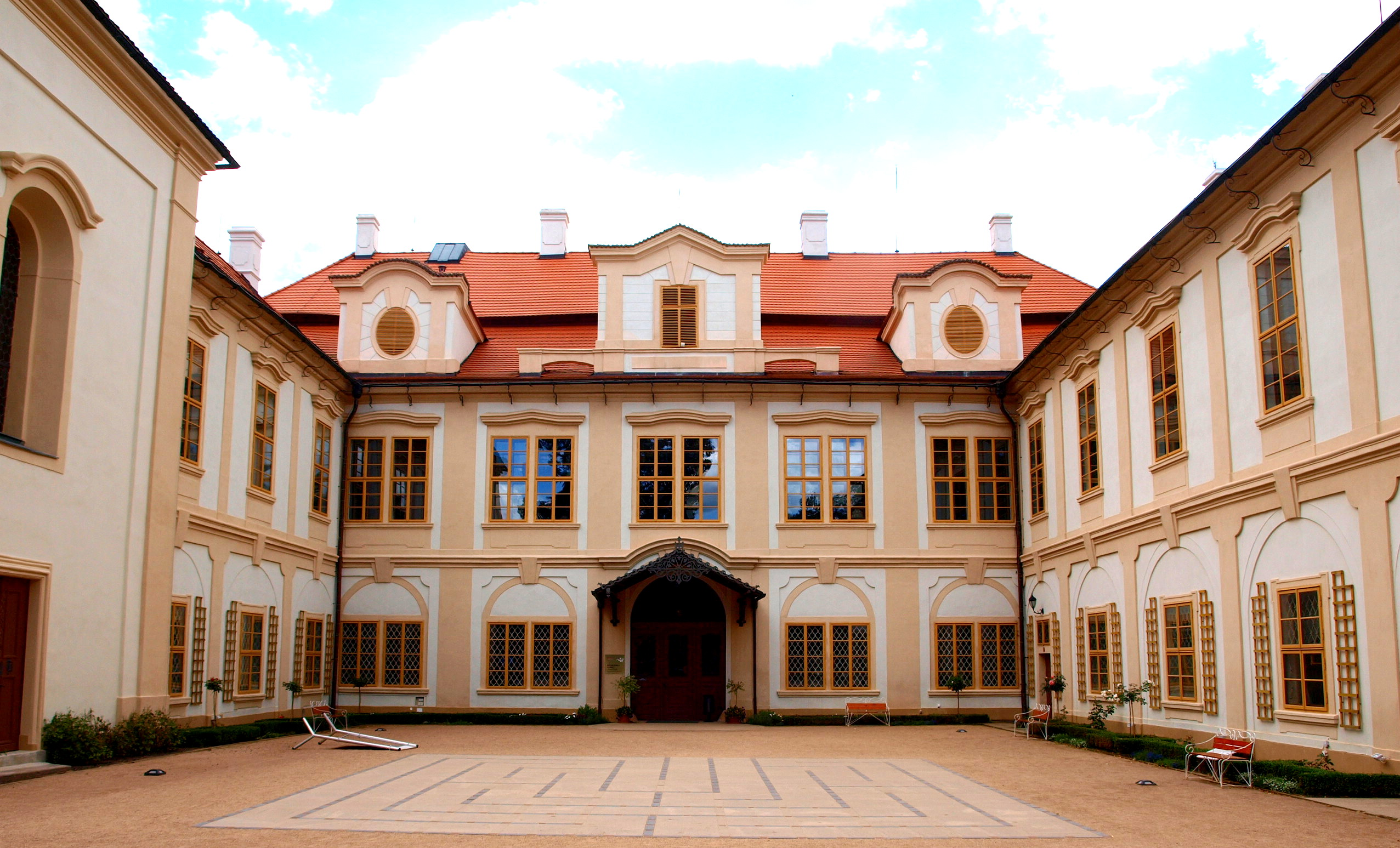
Nádvoří loučeňského zámku

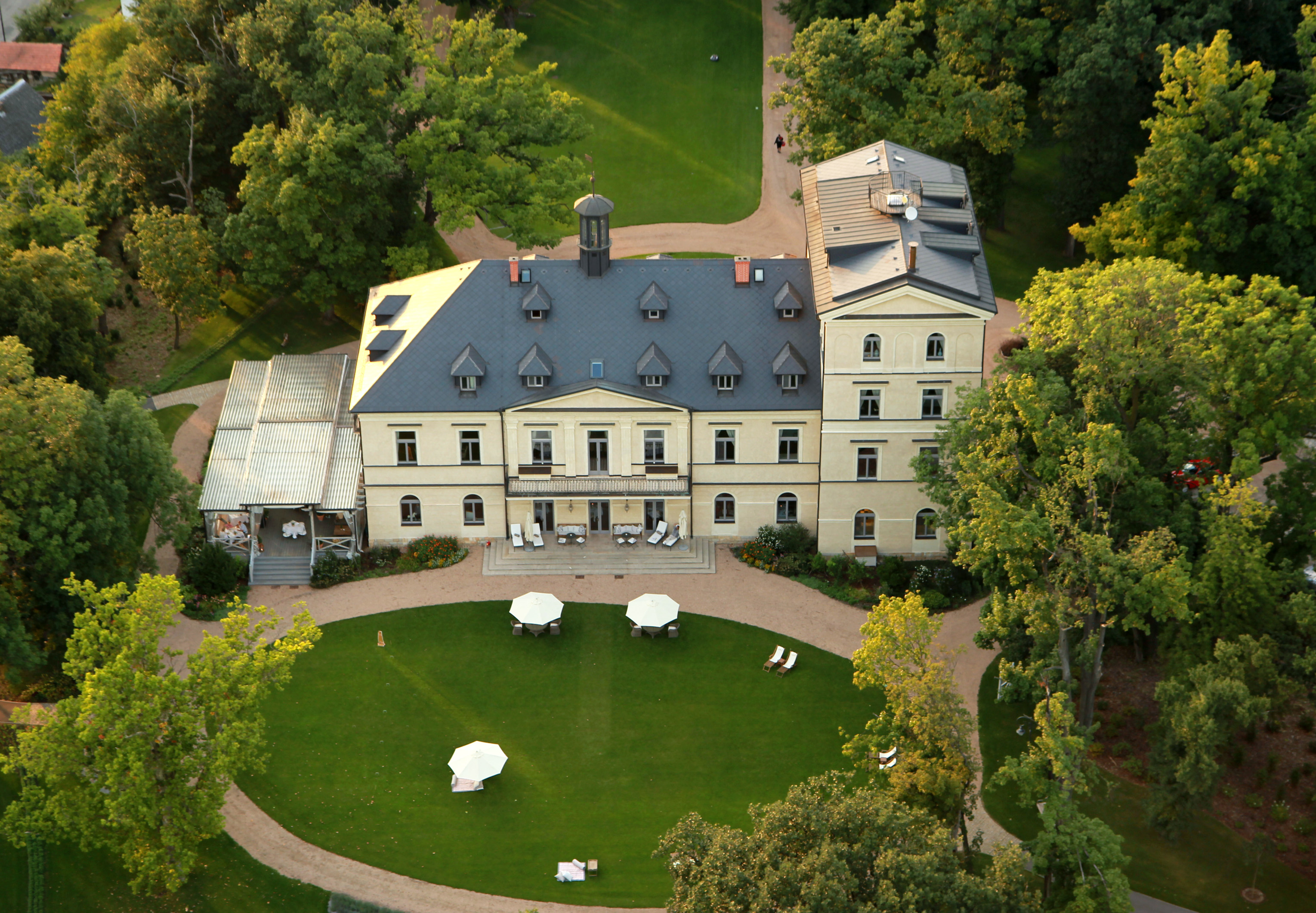
Zámek Mcely ve středních Čechách

Hrad Duino nedaleko Terstu

Narodil se roku 1851 na rodovém zámku ve středočeské Loučni. V roce 1875 se oženil s kněžnou Marií Alžbětou z Hohenlohe-Waldenburg-Schillingsfürstu (28. prosince 1855 Benátky – 16. února 1934 Loučeň). Alexandr i jeho žena Marie byli nadšenými mecenáši umění (sám Alexandr hrál na housle a Marie byla amatérskou malířkou), a ačkoli ve srovnání se řezenskou linií rodu nebyli příliš bohatí, byli velmi štědří a nikdy neváhali podpořit správnou věc. Alexandr byl mimo jiné c. k. komořím a od roku 1902 doživotním členem Panské sněmovny. Jeho majetek na velkostatcích Dobrovice, Loučeň a Mcely zahrnoval bezmála 10 000 hektarů půdy.

### Podpora umění
Mariiným chráněncem byl pražský německý spisovatel Rainer Maria Rilke. Často navštěvoval rodinu na jejich zámcích v Loučni a Duino (Děvín) v dnešní Itálii. Kněžně věnoval svou sbírku Elegie z Duina, která o něm recipročně napsala ve svých pamětech. Kromě Rilkeho byli pravidelnými hosty na zámku v Loučni také Karel Sladkovský a Bedřich Smetana. Ten v roce 1880 knížeti Alexandrovi věnoval svou skladbu Z domoviny pro housle a klavír. Po Smetanově smrti nechal Alexandr v domě v nedalekých Jabkenicích, kde Smetana strávil poslední měsíce života, vytvořit muzeum Bedřicha Smetany a daroval pozemek pro jeho památník. Dalšími věhlasnými umělci a intelektuály, kteří navštěvovali knížete byli František Xaver Šalda, Eliška Krásnohorská, Karel Bendl, členové Českého kvarteta (členem byl i Josef Suk), a Mark Twain, jenž navštívil zámek v roce 1899 během své cesty po Evropě. Také kníže Alexandr rád cestoval a byl vášnivým lovcem. Uspořádal několik loveckých výprav do Afriky v doprovodu českého cestovatele Bedřicha Machulky. Později věnoval trofeje exotických zvířat Národnímu muzeu v Praze.

### Další aktivity
Kníže byl rovněž členem vojenského řádu maltézských rytířů a finančně se podílel na množství dobročinných akcí. Se svým otcem, knížete Hugem pomáhali při výstavbě první železnice v kraji. Železnice byla vybudována na pozemcích, který pro tento projekt věnovali.
Když se jeho syn, kníže Erich vrátil ze studií na Cambridgeské univerzitě, přivezl s sebou do Loučně novou hru, Alexandr mu pomáhal sestavit první fotbalové mužstvo v Čechách (1889). Tým vstoupil do dějin, když odehrál historicky první oficiální fotbalové utkání v Čechách (1893). 18. dubna 1893 se na Císařské louce v Praze loučeňští fotbalisté střetli s týmem Regatta, nejlepším mužstvem v císařství. Utkání a skončilo porážkou Thurn-Taxiského mužstva 0:5, i to však hráči považovali za obrovský úspěch a vídeňský deník Wiener Sportzeitung k tomu napsal, že mužstvo Loučně je druhé nejlepší mužstvo v císařství, hned po Regattě.

## Potomstvo
Kníže Alexandr měl se svou manželkou Marií z Hohenlohe-Waldenburg-Schillingsfürstu tři legitimní potomky:
- 1. Erich (11. ledna 1876 Mcely – 20. října 1952 zámek Kremsegg, Kremsmünster)
  - ⚭ (1903) Gabriela Kinská z Vchynic a Tetova (28. března 1883 Vídeň – 28. října 1970 Kremsegg)
- 2. Evžen (27. března 1878 Praha – 4. března 1903 Praha)
- 3. Alexandr (8. července 1881 Mcely – 11. března 1937 Duino), pozdější 1. vévoda z Castel Duino
  - ⚭ I. (1906) Marie Zuzana de Ligne (22. července 1885, Mauny Seine-Maritime – 13. ledna 1971 Paříž), rozvedli se v roce 1919
  - ⚭ II. (1932) Helena "Ella" Holbrook Walker (17. ledna 1875 Detroit – 20. června 1959 Como)